# Europejski Festiwal Lekkoatletyczny 2008
8. Europejski Festiwal Lekkoatletyczny Tamex Cup – mityng lekkoatletyczny, który odbył się w Bydgoszczy 1 lipca 2008. Zawody były pierwszą imprezą, która odbyła się na Bydgoskim Stadionie Miejskim im. Zdzisława Krzyszkowiaka po jego przebudowie. Impreza zaliczana była do cyklu World Athletics Tour i posiada rangę Area Permit Meetings.

## Rezultaty

### Mężczyźni
| Konkurencja:                  | 1. miejsce            | Rezultat | 2. miejsce             | Rezultat | 3. miejsce          | Rezultat |
| Bieg na 200 m                 | Rikki Fifton          | 20,83    | Matic Osovnikar        | 21,30    | Szymon Maliński     | 22,37    |
| Bieg na 800 m                 | Jurij Borzakowski     | 1:45,56  | Mohammed Al-Salhi      | 1:46,57  | Dmitrijs Miļkevičs  | 1:46,72  |
| Bieg na 3000 m z przeszkodami | Abdelkader Hachlaf    | 8:28,27  | Paweł Potapowicz       | 8:29,08  | Łukasz Parszczyński | 8:29,46  |
| Bieg na 110 m przez płotki    | Igor Pieriemota       | 13,65    | Artur Noga             | 13,69    | Dominik Bochenek    | 13,76    |
| Bieg na 400 m przez płotki    | Marek Plawgo          | 49,51    | Aleksandr Dieriewiagin | 49,60    | Ockert Cilliers     | 49,85    |
| Skok o tyczce                 | Jewgienij Łukjanienko | 6,01 PB  | Steven Hooker          | 5,81     | Alhaji Jeng         | 5,71     |
| Trójskok                      | Phillips Idowu        | 17,36    | Dimitrios Tsiamis      | 17,05    | Dmitrij Vaľukevič   | 16,91    |
| Pchnięcie kulą                | Lajos Kürthy          | 19,97    | Jakub Giża             | 19,64    | Leszek Śliwa        | 19,63    |
| Rzut dyskiem                  | Gerd Kanter           | 68,82    | Piotr Małachowski      | 66,43    | Zoltán Kővágó       | 65,61    |
| Rzut młotem                   | Krisztián Pars        | 80,03    | Marco Lingua           | 79,97    | Szymon Ziółkowski   | 77,95    |

### Kobiety
| Konkurencja:               | 1. miejsce             | Rezultat | 2. miejsce            | Rezultat | 3. miejsce       | Rezultat |
| Bieg na 100 m              | LaVerne Jones-Ferrette | 11,27    | Laura Turner          | 11,33    | Montell Douglas  | 11,35    |
| Bieg na 200 m              | LaVerne Jones-Ferrette | 22,62    | Cydonie Mothersill    | 22,94    | Roxana Díaz      | 23,06    |
| Bieg na 800 m              | Marilyn Okoro          | 1:59,91  | Monika Gradzki        | 2:00,51  | Anna Rostkowska  | 2:00,64  |
| Bieg na 100 m przez płotki | Tatiana Diektiariowa   | 12,81    | Aurelia Trywiańska    | 12,82    | Sarah Claxton    | 12,95    |
| Bieg na 400 m przez płotki | Anna Jesień            | 54,86    | Jana Rawlinson        | 55,94    | Élodie Ouédraogo | 56,36    |
| Skok wzwyż                 | Blanka Vlašić          | 2,05     | Jekatierina Sawczenko | 1,92     | Karolina Gronau  | 1,85     |